# Tatort: Herz As
Herz As ist ein Fernsehfilm aus der Krimireihe Tatort. Es ist der elfte Fall der Düsseldorfer Ermittler Flemming und Koch und die 316. Tatortfolge. Der vom Westdeutschen Rundfunk produzierte Beitrag wurde am 30. Juli 1995 auf Das Erste zum ersten Mal gesendet. Flemming und Koch haben es mit dem Mord eines Geschäftsmanns unmittelbar nach dem Wiederauftauchen von dessen tot geglaubtem Partner zu tun.

## Handlung
Der seit Jahren in Neukaledonien verschollene und mittlerweile für tot erklärte Abenteurer Hugo Brandstätt kehrt überraschend mit seiner neuen Lebensgefährtin Jeanne nach Düsseldorf zurück. Am Abend wird der Geschäftsmann Paul Martens ermordet in seinen Geschäftsräumen aufgefunden, seine Stieftochter Elfie und seine Frau Pia reagieren seltsam unbeteiligt auf den Tod Martens‘. Flemming findet heraus, dass Hugo Brandstätt Pias erster Ehemann und Elfies Vater ist, Pia scheint Angst vor der Rückkehr Brandstätts zu haben. Brandstätt, der auch ehemaliger Geschäftspartner von Martens ist, wurde kurz vor dem Mord in den Geschäftsräumen gesehen. Koch vermutet, dass Brandstätt eine Art Rachefeldzug führen könnte und will Pia und Elfie schützen. Flemming ist von der Täterschaft Brandstätts nicht überzeugt. Kurz darauf erfahren die Beamten, dass Brandstätt bei einer Ex-Frau und Tochter eingezogen ist; er weigert sich mit Flemming zu reden, schlägt ihn nieder und behauptet, seine Familie als Geisel genommen zu haben. Brandstätt räumt seiner Familie gegenüber ein, sich mit Martens gestritten und geprügelt zu haben, er habe ihn jedoch nicht umgebracht. Flemming lässt das Haus umstellen; mittels Mikrofonen kann er mit anhören, wie Elfie ihrem Vater vom Martyrium mit Martens erzählt; sie wurde jahrelang von Martens vergewaltigt, ihre Mutter von ihm verprügelt. Brandstätt ist erschüttert; er sei gegangen, weil Pia schon damals ein Verhältnis mit Martens hatte und er nicht im Weg stehen wollte. Als Pia dann Elfie auch noch erzählt, dass Martens Brandstätt Geld gab, damit dieser verschwinde, wird Elfie klar, dass sie und ihre Mutter quasi von ihrem Vater „verkauft“ worden waren. Sie bedroht ihren Vater mit einem Küchenmesser und möchte, dass die Polizei ihn erschießt; die Beamten können Brandstätt unverletzt befreien und festnehmen.
Brandstätt gibt über einen gerade entlassenen Mithäftling Jeanne über seinen Termin am nächsten Tag bei Staatsanwalt Dombrowski Bescheid. Sie deponiert dort auf der Toilette eine Waffe, die Brandstätt an sich nehmen kann; während des Termins nimmt er Dombrowski als Geisel. Der hinzugeeilte Flemming muss Brandstätt schließlich in Notwehr erschießen. Während am Abend Jeanne vergeblich einen Annäherungsversuch beim nichtsahnenden Flemming unternimmt, findet Koch heraus, dass Martens seine Geld bringenden Geschäfte fürs Finanzamt fingiert hat und offenbar anderen geschäftlichen Aktivitäten nachging. Flemming befragt nochmals Elfie, die etwa zur Tatzeit bei ihm war. Sie berichtet, dass sich ihr Stiefvater wegen hoher Schulden absetzen wollte. Er hätte seiner Stieftochter Geld geboten, damit sie mit ihm schläft und mit ihm im Ausland geschäftlich neu anfängt. Sie hätte sich dafür entschieden, mitzugehen, doch ihr Stiefvater war schon tot. Flemming und Koch nehmen einen baltischen Drogendealer fest; dessen Fingerabdrücke wurden im Büro von Martens gefunden. Ein Kollege der Drogenfahndung erzählt Flemming, dass ein Schmugglerring Drogen als Arzneimittel getarnt nach Deutschland bringt; die Lieferungen laufen über Martens‘ Firma; seine Witwe, die jetzt die Geschäfte leitet, war in alles eingeweiht. Am Abend wird auf Flemming ein Mordanschlag verübt, bei dem er allerdings nur leicht verletzt wird. Bei der nächsten Lieferung greift die Drogenfahndung zu, nimmt Pia und ihren russischen Geschäftspartner fest und beschlagnahmt die Drogen.
Der Drogenfahnder kann herausfinden, dass Martens sein Drogendepot auf den Namen eines Geschäftspartners hat laufen lassen, der vor fünfzehn Jahren ungeklärt ermordet worden war. Flemming findet mittels Abgleich der damals sichergestellten Fingerabdrücke heraus, dass der Täter damals Brandstätt gewesen sein muss; somit ist der Grund für sein damaliges Verschwinden nunmehr klar. Kriminalrat Tejung sieht darin eine Bestätigung der Täterschaft Brandstätts im Mordfall Martens, in dessen Auftrag er damals gehandelt haben muss. Flemming sucht Pia in der U-Haft auf. Sie erzählt ihm, dass sie sich um ihre Tochter sorge. Flemming kümmert sich um Elfie und sagt ihr beim Abendessen auf den Kopf zu, dass er sie für die Täterin hält. Sie gesteht, ihren Stiefvater wegen des Missbrauchs und auch aus Angst vor Versagen beim Abitur erschlagen zu haben; schweren Herzens nimmt Flemming sie fest. Er sucht abends wie so oft seine Stammkneipe auf und trifft dort wieder auf Jeanne. Sie flirtet mit Flemming, so dass er sie zu sich nach Hause mitnimmt. Unterdessen erfährt Miriam Koch von ihrem Freund, Staatsanwalt Dombrowski, dass eine Frau die Waffe für Brandstätt in der Bahnhofsgegend besorgt hatte; die Beschreibung passt auf Jeanne. Da Miriam Flemming und Jeanne schon einmal beim gemeinsamen Flirt in Flemmings Stammkneipe gesehen hatte, eilt sie dorthin und erfährt, dass die beiden zu Flemming gegangen sind. Flemming entdeckt bei Intimitäten ein tätowiertes Herzass auf Jeannes Schulter. Er erkennt, dass sie als Prostituierte für Seeleute gearbeitet haben muss und schließt, dass sie die Freundin von Brandstätt war. Jeanne zieht kurz darauf eine Waffe und bedroht Flemming; als sie abdrückt, ist die Trommel des Revolvers leer. Flemming hat die Waffe heimlich entladen und kann die hinzueilende Koch gerade noch daran hindern, Jeanne zu erschießen. Jeanne war der festen Überzeugung, Brandstätt sei zurückgekehrt, um sich eine Geburtsurkunde für die Hochzeit zu besorgen; dass er in Wahrheit Martens zur Rede stellen wollte, weil der für den damaligen Mord nicht mehr zahlte, will sie auch jetzt nicht wahrhaben. Flemming nimmt sie fest.

## Rezeption

### Einschaltquoten
Die Erstausstrahlung des Tatort Herz As am 30. Juli 1995  wurde in Deutschland insgesamt von 5,69 Millionen Zuschauern gesehen und erreichte damit einen Marktanteil von 25,07 %.

### Kritiken
Die Kritiker der Fernsehzeitschrift TV Spielfilm beurteilen die Folge positiv und kommentieren: „Bewährungsprobe für den netten Bullen“.